# Gora Beljakova
Gora Beljakova är ett berg i Antarktis. Det ligger i Västantarktis. Argentina och Storbritannien gör anspråk på området. Toppen på Gora Beljakova är 1 187 meter över havet.
Terrängen runt Gora Beljakova är kuperad norrut, men söderut är den platt. Trakten är obefolkad. Det finns inga samhällen i närheten. 